# Angela Veronese
Angela Veronese (költői álnevén: Anglaja Anassilide) (Montebelluna, 1778. december 20. – Padova, 1847. október 8.) olasz költőnő, a 19. század elejei olasz irodalom jelentős alakja.

## Életpályája
Fiatal korában először Trevisóban, majd később Velencébe egy bentlakásos iskolában tanult.
Már életének ebben az időszakában kezdett érdeklődni a költészet iránt. Szonetteket és más verseket kezdett komponálni.

## Művei
Vergilius és árkádiai hagyomány szerinti versei Aglaja Anassillide néven jelentek meg.